# NGC 526A
NGC 526A је лентикуларна галаксија у сазвежђу Вајар која се налази на NGC листи објеката дубоког неба.
Деклинација објекта је - 35° 3' 56" а ректасцензија 1h 23m 54,3s. Привидна величина (магнитуда) објекта NGC 526 износи 13,4 а фотографска магнитуда 14,4. NGC 526A је још познат и под ознакама ESO 352-66, MCG -6-4-19, AM 0121-351, PGC 5120.